# سكوب جاردين
سكوب جاردين (بالإنجليزية: Scoop Jardine)‏ مواليد 9 أغسطس 1988 في فيلادلفيا، هو لاعب كرة سلة أمريكي. بدأ مسيرته الاحترافية في سنة 2013. يبلغ طوله 6 قدم 2 بوصة (1.9 م). لعب مع فريق مونكتون ميراكلز ونياغرا ريفر ليونز في دوري كندا الوطني لكرة السلة.

## روابط خارجية
- سكوب جاردين على موقع كلية كرة السلة في سبورتس رفرنس.كوم (الإنجليزية)
- سكوب جاردين على موقع ريلجم (الإنجليزية)
- سكوب جاردين على موقع سبورتس رفرنس (الإنجليزية)